# Grzegorz Kołodziejczyk
Grzegorz Kołodziejczyk (ur. 21 stycznia 1972 w Olkuszu) – polski pilot, generał brygady Wojska Polskiego; od 15 maja 2023 dowódca 3 Skrzydła Lotnictwa Transportowego.

## Życiorys
Grzegorz Kołodziejczyk urodził się 21 stycznia 1972 w Olkuszu. Absolwent Wyższej Szkoły Oficerskiej Sił Powietrznych; Uniwersytetu Opolskiego;  Wyższej Szkoły Humanistyczno-Ekonomicznej w Łodzi. Ukończył wiele specjalistycznych kursów i szkoleń krajowych oraz zagranicznych. W 1995 po ukończeniu Wyższej Szkoły Oficerskiej Sił Powietrznych uzyskał tytuł pilota inżyniera i został mianowany na pierwszy stopień oficerski podporucznika w grupie pilotów korpusu osobowego lotnictwa. Zawodową służbę wojskową rozpoczął w 1995 w 42 eskadrze lotniczej w Warszawie na stanowisku pilota. W latach 1996–1999 służył w 3 eskadrze lotniczej we Wrocławiu jako pilot i starszy pilot. W kolejnych latach, do 2004, służył w 3 eskadrze lotnictwa transportowo-łącznikowego, w której zajmował stanowiska starszego pilota i dowódcy klucza śmigłowców. Następnie pełnił obowiązki służbowe w 3 Skrzydle Lotnictwa Transportowego w Powidzu, w którym dowodził kluczem śmigłowców, był oficerem sekcji – instruktorem-pilotem w sekcji szkolenia lotniczego, starszym oficerem – instruktorem-pilotem w Wydziale Szkolenia Lotniczego. W latach 2010–2012 dowodził 3 Grupą Poszukiwawczo-Ratowniczą w Krakowie, a następnie służył jako starszy inspektor bezpieczeństwa lotów w Dowództwie Sił Powietrznych. W latach 2013–2016 dowodził 7 eskadrą działań specjalnych. 10 października 2016 objął obowiązki szefa szkolenia w Dowództwie 3 Skrzydła Lotnictwa Transportowego. 4 września 2017 w obecności dowódcy 3 Skrzydła Lotnictwa Transportowego płk. pil. Krzysztofa Walczaka przyjął dowodzenie 33 Bazą Lotnictwa Transportowego od płk. Dariusza Płóciennika. W lipcu 2019 objął stanowisko zastępcy dowódcy 3 Skrzydła Lotnictwa Transportowego. 10 maja 2023 minister obrony narodowej Mariusz Błaszczak wyznaczył go na stanowisko dowódcy 3 Skrzydła Lotnictwa Transportowego, z dniem objęcia funkcji 15 maja 2023. Jest pilotem, który latał samolotem TS-11 Iskra oraz śmigłowcami Mi-2, Mi-8, W-3 i Mi-17. Wyszkolił wielu pilotów. Posiada klasę mistrzowską pilota wojskowego na śmigłowcach Mi-2 i W-3, uprawnienia instruktorskie oraz pilota doświadczalnego III klasy. Interesuje się lotnictwem, żeglarstwem i motoryzacją.

## Awanse
- podporucznik – 1995[1]

(...)
- pułkownik – 2017[1]
- generał brygady – 14 sierpnia 2024[6]

## Ordery, odznaczenia i wyróżnienia
Był odznaczany m.in.:
- Krzyż Zasługi za Dzielność – 1997
- Brązowy Krzyż Zasługi
- Lotniczy Krzyż Zasługi
- Kordzik Honorowy Sił Zbrojnych RP
- Brązowy Medal „Za zasługi dla obronności kraju” – 2001
- Srebrny Medal „Za zasługi dla obronności kraju” – 2007
- Złoty Medal „Za zasługi dla obronności kraju” – 2015
- Brązowy Medal „Siły Zbrojne w Służbie Ojczyzny” – 2003
- Srebrny Medal „Siły Zbrojne w Służbie Ojczyzny” – 2011
- Odznaka pamiątkowa 3 Skrzydła Lotnictwa Transportowego – 2023, ex officio
- Odznaka Pilota Wojskowego – 1995